# Eintracht Osnabrück
Eintracht Osnabrück is een Duitse sportclub uit Osnabrück, Nedersaksen. De club, die gelegen is in het stadsdeel Kalkhügel is actief in badminton, taekwondo, tennis en voetbal. De voetbalafdeling speelde vier seizoenen in de Oberliga Nord, een van de toenmalige hoogste divisies.